# Фаггот, Якоб
Якоб Фаггот (швед. Jacob Faggot; 13 марта 1699, Хольвасбо, лен Уппсала — 28 февраля 1777, Стокгольм) — шведский учёный.
Окончил Уппсальский университет, был учителем в доме Нильса Реутерхольма.
Был инженером, инспектором Бюро землемеров, директором землемерного училища, секретарём Стокгольмской академии наук (1741—1744, 1757—1760). Он упорядочил систему мер и весов, изобрёл новый способ приготовления квасцов и селитры, руководил составлением карт шведских провинций, составил проект устройства общественных хлебных складов, ввёл реформу в управлении королевскими имуществами. Писал по сельской экономии. Похоронен в Стокгольме на кладбище святого Якоба, могила не сохранилась.

## Сочинения
- Historien om svenska landtmäteriet och geographie;
- Tankar om fäderneslandets känning och beskrif-wande (1741);
- Om runda Kärls rymdmätning (1743);
- Trigonometrisk uträkning för den nya temperaturen för tonernas stämning (1743);
- Svenska landtbrukets hinder ock hjälp (1746).